# Wolfgang Baumeister
Wolfgang Baumeister (Wesseling, 22 de novembro de 1946) é um biólogo e biofísico alemão.
O ponto focal de suas pesquisas é a investigação de estruturas celulares moleculares. Desde 1968 é diretor e membro científico do Instituto Max Planck de Bioquímica. Sob sua direção foi desenvolvido dentre outros a tomografia crioeletrônica.

## Vida
Wolfgang Baumeister estudou após o Abitur biologia em Münster e Bonn, obtendo um doutorado em 1973 na Universidade de Düsseldorf, onde obteve em 1978 a habilitação em biofísica.

## Prêmios e condecorações
Baumeister é membro da Academia de Ciências da Baviera desde 2000, da Academia Leopoldina desde 2001 e da Academia de Artes e Ciências dos Estados Unidos desde 2003.
- 1982: Prêmio Ernst Ruska da Deutsche Gesellschaft für Elektronenmikroskopie e.V.
- 1998: Medalha Otto Warburg da Gesellschaft für Biochemie und Molekularbiologie e.V.
- 2000: Prêmio Pesquisa Max Planck
- 2003: Prêmio Louis Jeantet de Medicina
- 2004: Prêmio Stein & Moore, Protein Society, Estados Unidos
- 2005: Prêmio Harvey,  Technion, Haifa, Israel
- 2006: Prêmio Ernst Schering
- 2010: Medalha John Cowley, da International Federation of Societies for Microscopy[5]